# Galerie d'art moderne de Glasgow
 (juin 2020).
Si vous disposez d'ouvrages ou d'articles de référence ou si vous connaissez des sites web de qualité traitant du thème abordé ici, merci de compléter l'article en donnant les références utiles à sa vérifiabilité et en les liant à la section « Notes et références ».
Pour les articles homonymes, voir Galerie d'art moderne.
La Galerie d'art moderne (en anglais : Gallery of Modern Art, abrégé en GoMA, en écossais : Gailearaidh Ealaín Úr-nósach) est un musée d'Écosse, à Glasgow au Royal Exchange Square.

## Histoire
Le Royal Exchange est créé en 1829 par l'architecte David Hamilton (1768–1843). Glasgow Corporation rachète le Royal Exchange en novembre 1949 pour 105 000 £ et le transforme en bibliothèque.
Puis, la bibliothèque est déplacée pour laisser place à des expositions. À partir de 1992-1993, le conseil approuve un investissement de 10 millions de £ pour le transformer en musée.
Le GoMA est ouvert depuis 1996. Les œuvres d'artistes contemporains locaux et internationaux y sont exposées.

## Collections et expositions
- Carlo Marochetti -"Statue du Duc de wellington"
- David Hockney
- Sebastião Salgado
- Andy Warhol
- John Bellany
- Ken Currie
- Anthony Green
- Beryl Cook
- Jo Spence (1934-1992)
- Ian Hamilton Finlay

## Galerie

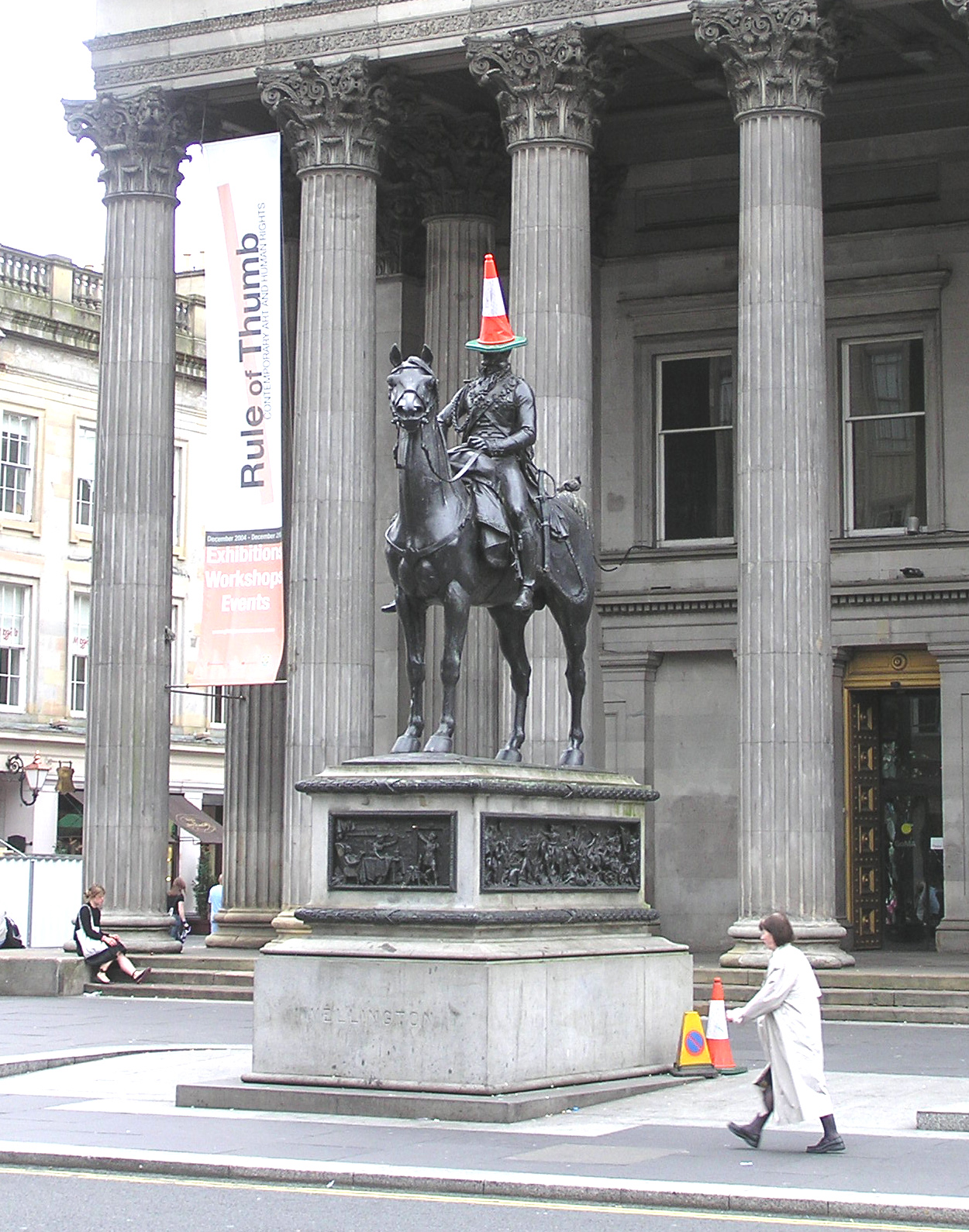
Statue du Duc de Wellington avec un Cône de chantier (laissé définitivement sur sa tête)
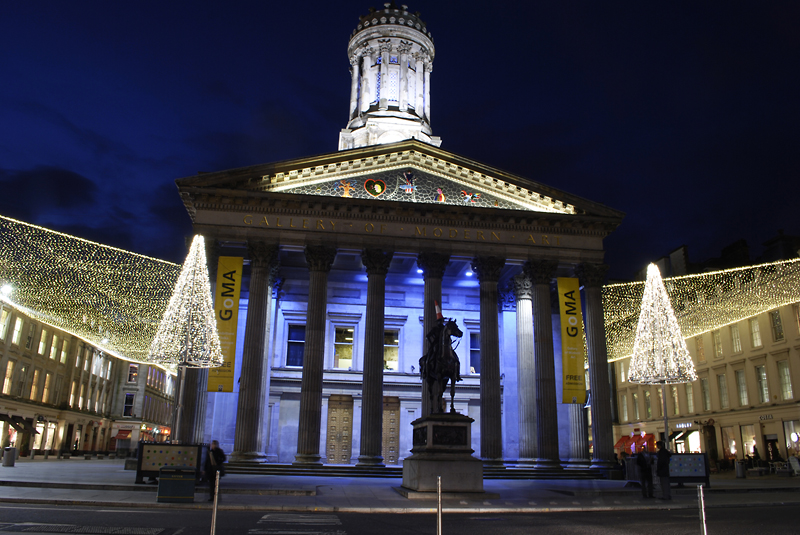
GoMA vu de nuit